# Platyderides truculentus
Platyderides truculentus är en skalbaggsart som beskrevs av Vladimir Balthasar 1963. Platyderides truculentus ingår i släktet Platyderides och familjen Aphodiidae. Inga underarter finns listade i Catalogue of Life.